# Râul Călacea, Gârbou
Pentru alte utilizări ale numelui, vedeți Călacea (dezambiguizare).
Râul Călacea este un curs de apă, unul de cele de două brațe care formează râul Gârbou. 

## Hărți
- Harta interactivă - județul Sălaj  Arhivat în 5 septembrie 2009, la Wayback Machine.